# Mammillaria brachytrichion
Mammillaria brachytrichion (укр. Мамілярія брахітріхіон, мамілярія коротковузьковолоскова) —сукулентна рослина з роду мамілярія родини кактусових.

## Етимологія
Видова назва походить від грец. brachy — короткий і грец. trichion — вузьке волосся.

## Систематика
Деякі систематики розглядають цю рослину як підвид Mammillaria pennispinosa subsp. brachytrichion (Lüthy) U.Guzmán, або як синонім Mammillaria mercadensis (Britton & Rose) Patoni.

## Морфологічний опис
Маленька рослина, одиночна або групується, зростає повільно.
| Орган              | Опис |
| Стебло             | здавлено-кулясте до коротко-циліндричного, 1-2 см заввишки, 1,5-4 см в діаметрі. |
| Епідерміс          | темно-зелений. |
| Маміли             | циліндричні, без молочного соку. |
| Ареоли             | |
| Аксили             | голі, без щетинок. |
| Центральні колючки | 7-11, тонкі, голкоподібні, жовтувато-коричневі з жовтуватою основою, до 6 мм завдовжки, одна з них іноді з гачком, інші прямі (центральних до 11, до 5 мм завдовжки, зазвичай всі прямі, іноді одна або дві з них з гачком на кінці, з опуклою щільнішою жовтою основою, вкриті дрібними волосками або гладкі, сильно розкидається, білі з коричневими кінцями). |
| Радіальні колючки  | 26-32 (до 28), від білуватого до жовтувато-коричневого відтінку, з темними кінцями (радіальні колючки білі — Пілбім „Mammillaria“ — 1999), тонкі, щетино-подібні, покриті пушком, голчасті, жорсткі, прямі, завдовжки 7-10 мм (приблизно 5 мм завдовжки). |
| Квіти              | широкі, воронкоподібні, білі, іноді з рожевими центральними прожилками, біля основи пелюсток зеленуваті, завдовжки 10-12 мм, в діаметрі 12-14 мм. |
| Плоди              | маленькі, зелені (білувато-зелені до білувато-рожевих). |
| Насіння            | коричнево-чорне (чорне, матове, з великою, коричневою, еліптичною основою, якою насіння приєднано до плоду). |

## Ареал
Ареал зростання — Мексика, штат Дуранго, на висоті від 1 500 до 1 700 метрів над рівнем моря.

## Культивування
Культивування цього виду не являє особливих складностей.